# Nikolaus Monzel

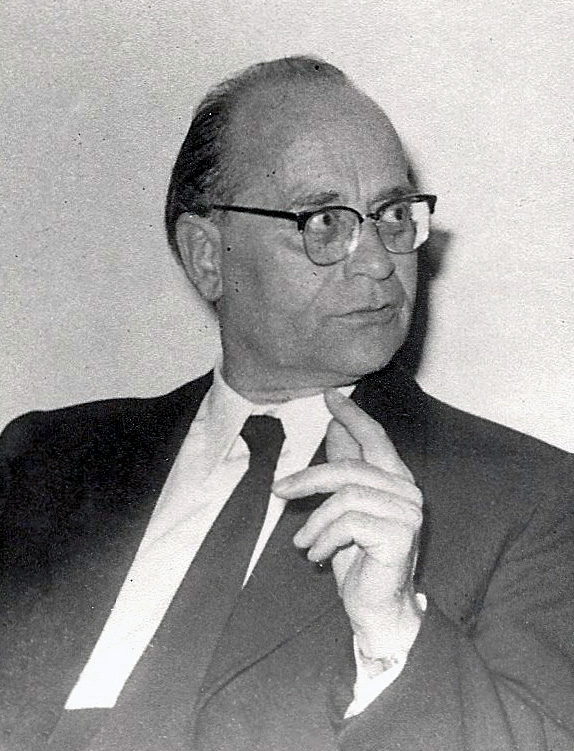
Nikolaus Monzel in seinem letzten Lebensjahr 1960

Nikolaus Monzel (* 9. Juni 1906 in Siegburg; † 14. November 1960 in München) war ein deutscher Theologe und Soziologe.
Monzel wurde 1939 an der Universität Bonn promoviert (Theologie) und habilitierte sich ebendort 1943. Seit 1948 war er Professor für Christliche Gesellschaftslehre und Allgemeine Religionssoziologie, erst in Bonn und ab 1955 an der Universität München.
In seiner Religionssoziologie lehnte sich Monzel an die Methodik Max Webers an und verglich christliche mit nichtchristlichen Religionen. Er untersuchte mit Hilfe idealtypischer Annahmen die Beziehungen zwischen religionsbestimmten Wertvorstellungen und dem tatsächlichen Sozialverhalten.

## Werke (Auswahl)
- Recht und Grenzen einer Soziologie der Kirche, Bottrop i. W., 1939
- Struktursoziologie und Kirchenbegriff, Bonn: Hanstein, 1939
- Das Verhältnis von Lehre und Person des Stifters im Christentum, Bonn: Schwippert, 1946
- Was ist christliche Gesellschaftslehre?, München : Hueber, 1956
- Der Jünger Christi und die Theologie. Untersuchungen über Art und Ort des theologischen Denkens im System der Wissenschaften, Freiburg i. Br., Erich Wewel Verlag, 1961
- Die katholische Kirche in der Sozialgeschichte, München, Wien: Olzog, 1980